# 안동 임천서원
안동 임천서원(安東 臨川書院)은 경상북도 안동시 송현동에 있는 조선시대의 서원이다. 2010년 3월 11일 경상북도의 기념물 제164호로 지정되었다.

## 개요
조선 선조 때 문신이며 학자인 학봉 김성일을 추모하기 위해 세운 서원이다.
김성일(1538∼1593)은 퇴계 선생 이황의 제자로 임진왜란 당시 높은 공을 세우고 진주공관에서 순직한 사람이다.
조선 선조 40년(1607)에 지었으며 광해군 10년(1618) 나라에서 현판을 내려 사액서원이 되었다. 그 뒤 고종 5년 흥선대원군의 서원철폐령으로 폐쇄되었다가 1908년 복원하였다.
서원의 건물로는 강당인 홍교당을 비롯하여 위패를 모시는 묘우인 숭정사, 동재, 서재, 전사청 등이 있다. 홍교당은 앞면 15칸 규모이며, 지붕은 옆면에서 볼 때 여덟 팔(八)자 모양인 팔작지붕이다. 중앙에 마루와 양쪽에 방으로 되어 있어 여러 행사와 회합의 장소로 사용하고 있다.

## 기념물 지정사유
임천서원은 1908년에 건립된 것이나 그 유래는 1607년 임하현에서 학봉 김성일을 모신데서 유래하였다. 또한 현재는 학봉 김성일을 단향으로 모신 안동내의 유일한 서원이다. 임천서원 강당 건물만 문화재자료로 지정되었으나 서원 건물 모두가 같은 시기에 건립되었으므로 임천서원 1곽에 대해 명칭을 바꾸고, 배향하는 인물의 비중으로 보아 등급(종별)을 조정하여 기념물로 지정한다.

## 같이 보기
- 김성일

## 참고 자료
- 안동 임천서원 - 국가유산청 국가유산포털